# Monument à Cuauhtémoc
Le monument à Cuauhtémoc est une statue inaugurée en 1887 dédiée au dernier des empereurs (tlatoani) aztèques, Cuauhtémoc. Il est situé à l'intersection de l'avenue des Insurgés et de la promenade de la Réforme à Mexico. Il est l'œuvre de Francisco Jimenez et de Miguel Noreña dans le style « néo-indigène » et fut proposé pour promouvoir le nouveau gouvernement de Porfirio Diaz.